# ATP-toernooi van San Diego
Het ATP-toernooi van San Diego was een tennistoernooi voor mannen dat voor het eerst in 2021 op de ATP-kalender stond en werd georganiseerd in San Diego, in de Amerikaanse staat Californië. Het is een toernooi dat in het leven werd geroepen ter compensatie van het annuleren van tennistoernooien in Azië als gevolg van de coronapandemie in 2021 en 2022.

## Finales

### Enkelspel
| Jaar | Winnaar           | Finalist       | Score    |
| ---- | ----------------- | -------------- | -------- |
| 2021 | Casper Ruud       | Cameron Norrie | 6-0, 6-2 |
| 2022 | Brandon Nakashima | Marcos Giron   | 6-4, 6-4 |

### Dubbelspel
| Jaar | Winnaars                          | Finalisten                | Score               |
| ---- | --------------------------------- | ------------------------- | ------------------- |
| 2021 | Joe Salisbury Neal Skupski        | John Peers Filip Polášek  | 7-6(2), 3-6, [10-5] |
| 2022 | Nathaniel Lammons Jackson Withrow | Jason Kubler Luke Saville | 7-6(2), 6-2         |

2021 · 2022
ITF-toernooien (mannen en vrouwen)

ATP-toernooien (mannen) – ATP-seizoen 2025

WTA-toernooien (vrouwen) – WTA-seizoen 2025

Voormalige toernooien mannen
Voormalige toernooien vrouwen
Voormalige amateurtoernooien